# Bryochoerus
Genre
Bryochoerus est un genre de tardigrades de la famille des Echiniscidae.

## Liste des espèces
Selon Degma, Bertolani et Guidetti, 2017 :
- Bryochoerus intermedius (Murray, 1910)
- Bryochoerus liupanensis Xue, Li, Wang, Xian & Chen, 2017

## Publication originale
- Marcus, 1936 : Tardigrada. Das Tierreichs, vol. 66, p. 1-340.